# Eunice crassitentaculata
Eunice crassitentaculata är en ringmaskart som först beskrevs av Treadwell 1922.  Eunice crassitentaculata ingår i släktet Eunice och familjen Eunicidae. Inga underarter finns listade i Catalogue of Life.